# دهستان گلستان (گرمه)
دهستان گلستان یکی از دهستان‌های شهرستان گرمه در استان خراسان شمالی ایران است. این دهستان در بخش مرکزی شهرستان گرمه قرار دارد و براساس سرشماری مرکز آمار ایران در سال ۱۳۹۰، جمعیت آن ۳۳۷۱ نفر (در ۱۰۳۸ خانوار) بوده‌است.